# 謁播神社
謁播神社（あつわじんじゃ）は、愛知県岡崎市東阿知和町にある神社。

## 概要
『延喜式』巻9・10に記載された額田郡2座の式内社の一つ。祭神は知波夜命（ちはやのみこと）と春日大神（かすがのおおかみ）。
創建の年代ははっきりしないが、文徳天皇の代（850年～858年）の『文徳実録』に、「仁寿元年（851年）謁播神社に位階従五位下を授く」とある。平安時代末期から鎌倉時代にかけて成立したとされる『三河国内神明名帳』には「正三位謁磐大明神」とある。
平安時代前期成立の『先代旧事本紀』の巻10国造本紀には、参河国造（みかわのくにのみやつこ）の初代に物部氏の祖出雲色大臣の五世の孫、知波夜命が任じられたとある。西三河に一大勢力をもった旧国造の系譜に連なる物部氏一族の奉祭した神社と考えられる。
近世には春日神社と称し、別当正蓮寺が管理していたとする記述が元文5年（1740年）頃成立の地誌『三河国二葉松』に書かれてある。
明治に入り神仏分離となるまでは、隣接する松林寺の社僧が祭事を行った。明治5年（1872年）、郷社に指定された。
境内には、岡崎城の「念沸堂赤門」を移築したと伝わる門が神門として建っている。

## 祭礼
東阿知和町では大正時代より、氏子有志で構成された雅楽の楽人会が引き継がれている。謁播神社の3回の祭礼（2月の祈年祭、10月の本祭、11月23日の新嘗祭）では、巫女舞と地元楽人会による雅楽演奏が奉納される。

## 交通アクセス
- 名鉄バス
  - 奥殿陣屋行き 「青木町」バス停下車 東へ約1500メートル。